# Kostrzyn
Pour les articles homonymes, voir Kostrzyn (homonymie).
Kostrzyn (prononciation : [ˈkɔstʂɨn], en allemand : Kostschin) est une ville de la Voïvodie de Grande-Pologne et du powiat de Poznań.
Elle est située à environ 21 kilomètres à l'ouest du centre-ville de Poznań, siège du powiat et capitale de la voïvodie de Grande-Pologne.
Elle est le siège administratif de la gmina de Kostrzyn.
Elle s'étend sur 7,98 km2.

## Géographie

Plan de la ville.

La ville de Kostrzyn est située au centre de la voïvodie de Grande-Pologne, à proximité de la grande ville de Poznań (capitale régionale) et de son agglomération. La Warta (affluent de l'Oder), passe à Poznań (environ 21 kilomètres à l'ouest). À l'est, l'agriculture reprend ses droits sur de grandes plaines vers le centre de la Pologne.

## Histoire
Kostrzyn a obtenu ses droits de ville en 1251.

De 1815 à 1919, Kostschin fait partie de l'arrondissement de Schrimm dans le district de Posen dans la province de Posnanie.
De 1975 à 1998, la ville faisait partie du territoire de la voïvodie de Poznań. Depuis 1999, la ville fait partie du territoire de la voïvodie de Grande-Pologne.

## Monuments
- l'église Saint Pierre et Saint Paul, édifiée au XVIIIe siècle.

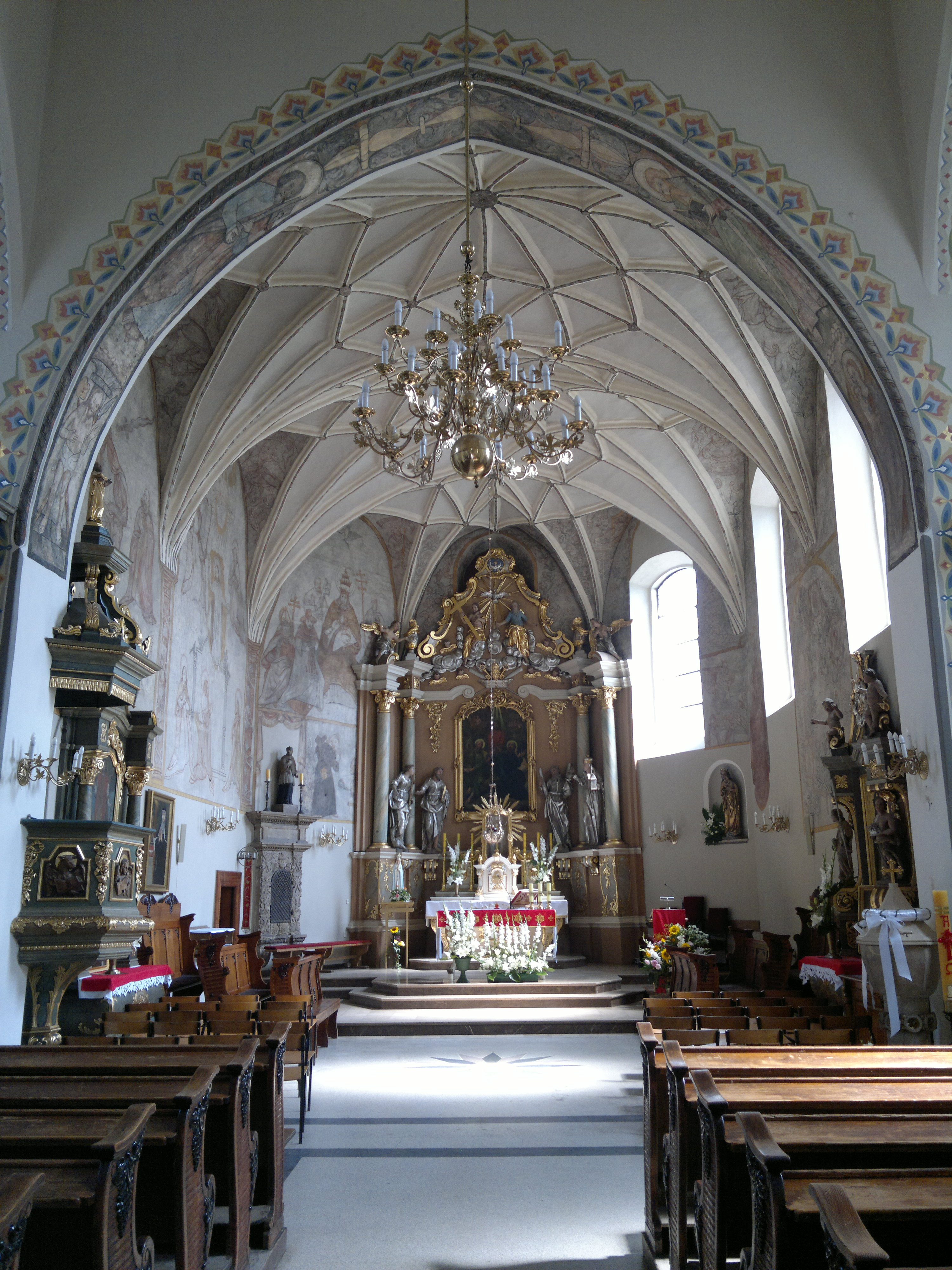
L'intérieur de l'église saint Pierre et saint Paul.
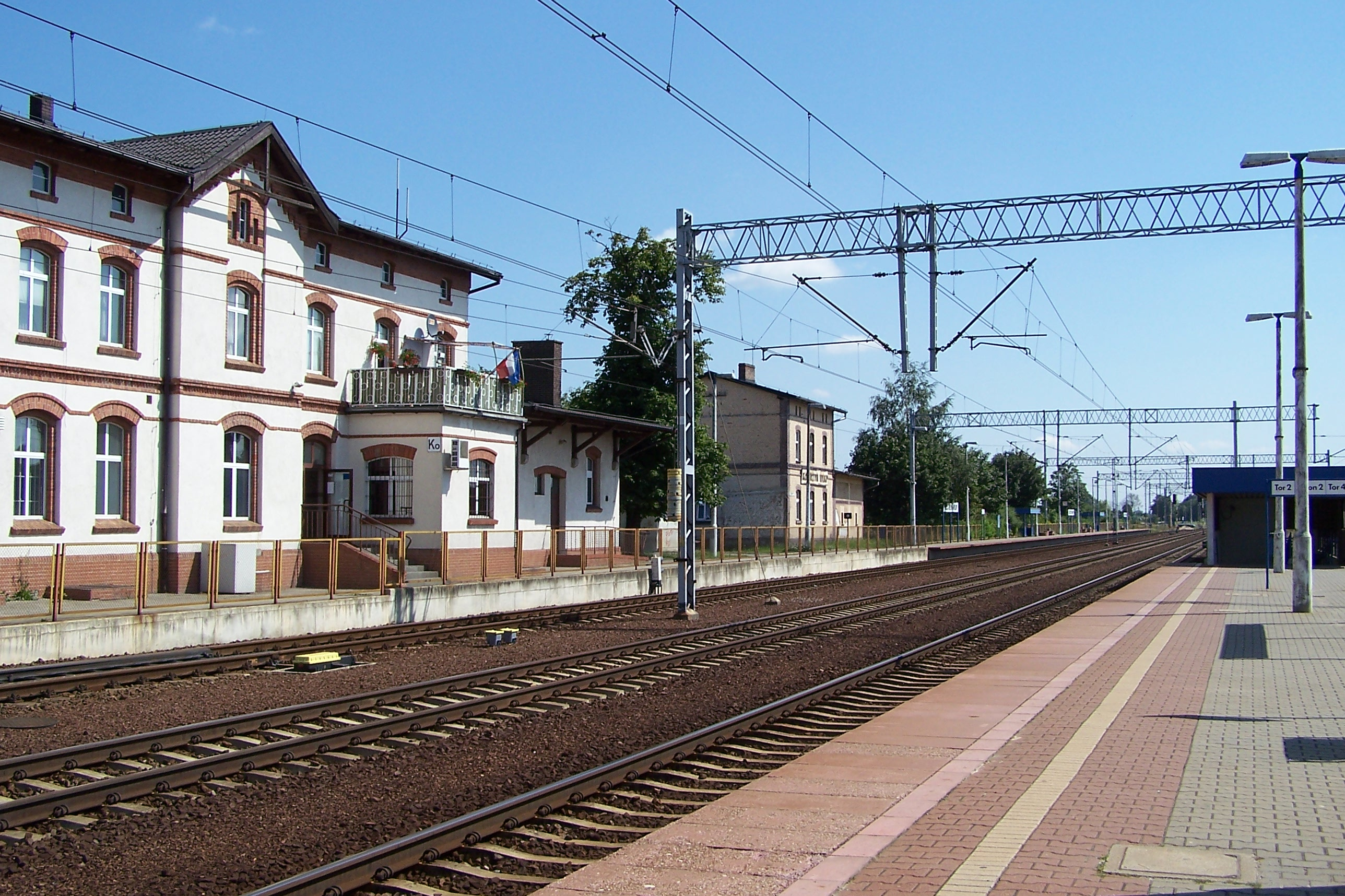
La gare de Kostrzyn.
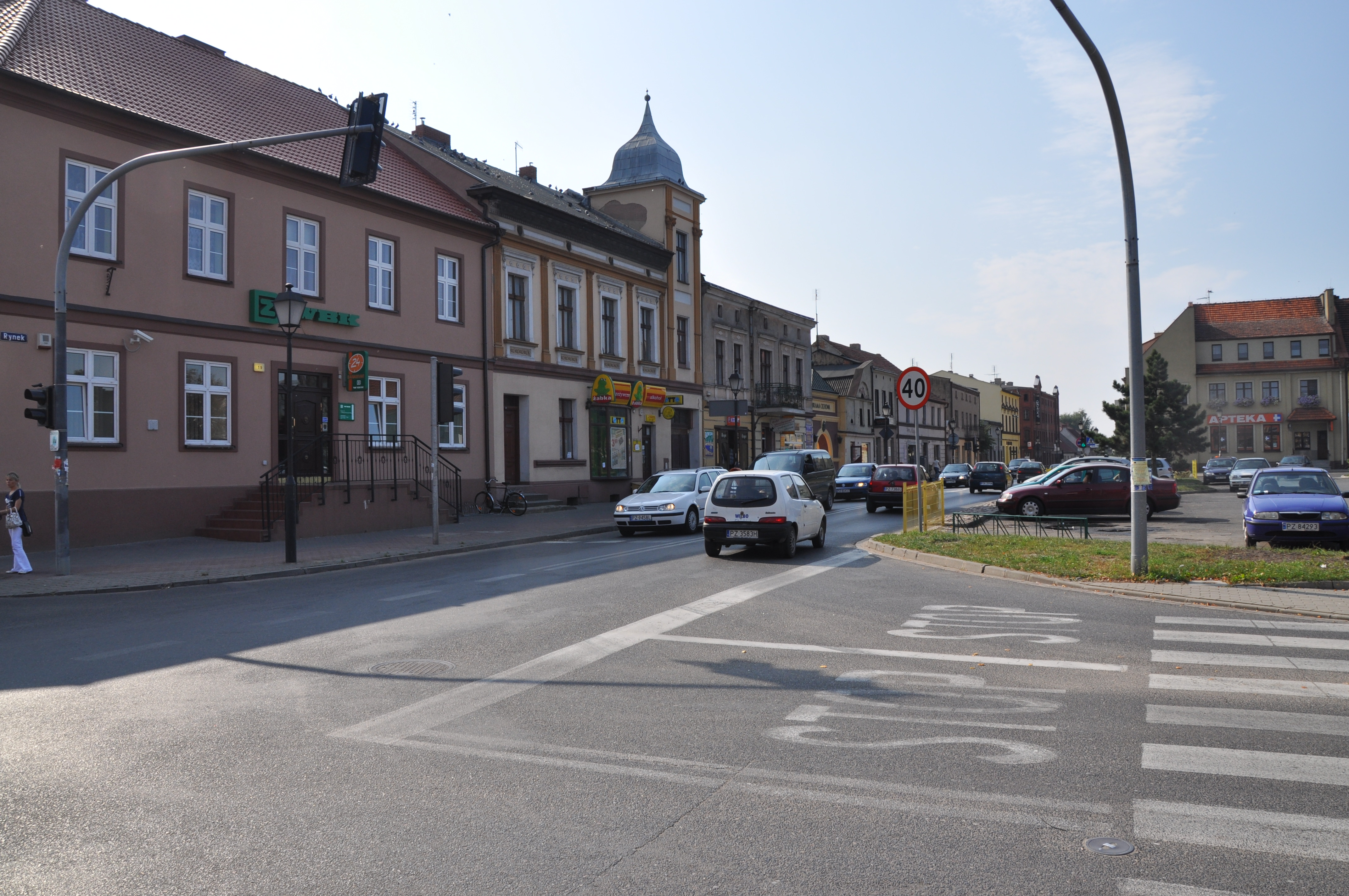
La place du marché à Kostrzyn.

## Voies de communication
La route nationale polonaise 92 (de) (qui relie Rzepin à Kałuszyn), ainsi que la route voïvodale 434 (qui relie Łubowo à Rawicz) passent par la ville.
La voie ferrée no  3 (qui relie Varsovie à Francfort-sur-l'Oder) passe par la ville.
La voie rapide S5 dessert la ville via les sorties  33 Kostrzyn et  34 Strumiany.
La gare Kostrzyn a des connexions avec:
- Gorzów Wielkopolski
- Rzepin, Zielona Góra et Wrocław,
- Gryfino et Szczecin.